# Tomoplagia monostigma
Tomoplagia monostigma är en tvåvingeart som beskrevs av Friedrich Georg Hendel 1914. Tomoplagia monostigma ingår i släktet Tomoplagia och familjen borrflugor.
Artens utbredningsområde är Peru. Inga underarter finns listade i Catalogue of Life.